# D-Day (Kim Dong-han)
D-Day è il primo EP del cantante sudcoreano Kim Dong-han, pubblicato nel 2018 dall'etichetta discografica Oui Entertainment.

## Tracce
1. D-Day
2. Sunset
3. Ain't no Time (feat. Wooseok of Pentagon)
4. Record Me (기록해줘 feat. Kim Sang-gyun)
5. Late-Night Call (새벽전화)